# Trentepohlia tatei
Trentepohlia tatei là một loài ruồi trong họ Limoniidae. Chúng phân bố ở miền Australasia.